# Peut-être
Peut-être (conocida como Quizás en México y República Dominicana y como Tal vez... en España y resto de Hispanoamérica) es una película francesa de ciencia ficción realizada por Cédric Klapisch, estrenada en 1999. El guion es de Santiago Amigorena y Alexis Galmot.

## Sinopsis
Es el año nuevo del 2000 y Lucie le pide a Arthur que tengan un hijo, pero él no se siente preparado. Por la noche, Arthur viaja al futuro y se encuentra con un anciano que afirma ser su hijo.

## Reparto
- Jean-Paul Belmondo: Ako.
- Romain Duris: Arthur.
- Jean-Pierre Bacri: Padre de Philippe y Clotilde.
- Géraldine Pailhas: Lucie/Blandine.
- Julie Depardieu: Nathalie.
- Emmanuelle Devos: Juliette.